# Berühmte Persönlichkeiten
Unter dem Namen Berühmte Persönlichkeiten gab die Deutsche Post der DDR in den Jahren von 1967 bis 1972 eine Serie von Briefmarken heraus, die im aufwändigen Stichtiefdruckverfahren gedruckt wurde. Die einzelnen Ausgaben enthielten jeweils einen Wert in deutlich reduzierter Auflage (sog. Sperrwert). Dargestellt wurden Persönlichkeiten aus dem deutschsprachigen Raum, deren Geburts- oder Todestagsjubiläen gewürdigt wurde. Als Nachfolgerin wurde 1973 die Briefmarkenserie Bedeutende Persönlichkeiten aufgelegt, die bis zum Ende der DDR 1990 fortgesetzt wurde.
Der Lipsia-Katalog der DDR unterteilt nicht und verbindet beide Serien als Bedeutende Persönlichkeiten. Hier wurde die Beschreibung des Michel-Katalogs gewählt.

## Liste der Ausgaben und Motive
Legende
- Bild: Eine bearbeitete Abbildung der genannten Marke. Das Verhältnis der Größe der Briefmarken zueinander ist in diesem Artikel annähernd maßstabsgerecht dargestellt. Sollten keine Marken abgebildet sein, liegt es daran, dass das Urheberrecht des Künstlers noch nicht erloschen ist.
- Beschreibung: Eine Kurzbeschreibung des Motivs und/oder des Ausgabegrundes. Bei ausgegebenen Serien oder Blocks werden die zusammengehörigen Beschreibungen mit einer Markierung versehen eingerückt.
- Wert: Der Frankaturwert der einzelnen Marke in Pfennig. Ein „+“ bedeutet, dass es sich um eine Zuschlagsmarke handelt (= Frankaturwert + Spende).
- Ausgabedatum: Das Datum des erstmaligen Verkaufs dieser Briefmarke.
- Auflage: Soweit bekannt, wird hier die zum Verkauf angebotene Anzahl dieser Ausgabe angegeben.
- Entwurf: Soweit bekannt, wird hier angegeben, von wem der Entwurf dieser Marke stammt.
- Mi.-Nr.: Diese Briefmarke wird im Michel-Katalog unter der entsprechenden Nummer gelistet.

| Bild | Beschreibung                                                                                         | Wert | Ausgabe- datum     | Auflage    | Entwurf       | Mi.-Nr. |
|      | Berühmte Persönlichkeiten (I) - Georg Herwegh (1817–1875), Dichter                                   | 5    | 27. September 1967 | 6.000.000  | Margot Bitzer | 1293    |
|      | - Marie Curie (1867–1934), Chemikerin                                                                | 10   | 6. Juli 1967       | 8.000.000  | Margot Bitzer | 1294    |
|      | - Käthe Kollwitz (1867–1945), Grafikerin und Malerin                                                 | 20   | 6. Juli 1967       | 8.000.000  | Margot Bitzer | 1295    |
|      | - Johann Joachim Winckelmann (1717–1768), Archäologe und Historiker                                  | 25   | 27. September 1967 | 5.000.000  | Margot Bitzer | 1296    |
|      | - Theodor Storm (1817–1888), Dichter und Schriftsteller                                              | 40   | 27. September 1967 | 1.500.000  | Margot Bitzer | 1297    |
|      | Berühmte Persönlichkeiten (II) - Karl Landsteiner (1868–1943), Bakteriologe                          | 10   | 17. Juli 1968      | 8.000.000  | Gerhard Stauf | 1386    |
|      | - Emanuel Lasker (1868–1941), Schriftsteller und Philosoph, Schachweltmeister                        | 15   | 17. Juli 1968      | 5.000.000  | Gerhard Stauf | 1387    |
|      | - Hanns Eisler (1898–1962), Komponist                                                                | 20   | 17. Juli 1968      | 8.000.000  | Gerhard Stauf | 1388    |
|      | - Ignaz Semmelweis (1818–1865), Arzt und Geburtshelfer                                               | 25   | 17. Juli 1968      | 4.500.000  | Gerhard Stauf | 1389    |
|      | - Max von Pettenkofer (1818–1901), Hygieniker                                                        | 40   | 17. Juli 1968      | 1.600.000  | Gerhard Stauf | 1390    |
|      | Berühmte Persönlichkeiten (III) - Martin Andersen Nexø (1869–1954), Schriftsteller                   | 10   | 5. Februar 1969    | 12.000.000 | Gerhard Stauf | 1440    |
|      | - Otto Nagel (1894–1967), Maler und Grafiker                                                         | 20   | 5. Februar 1969    | 12.000.000 | Gerhard Stauf | 1441    |
|      | - Alexander Freiherr von Humboldt (1769–1859), Naturforscher und Geograph                            | 25   | 5. Februar 1969    | 1.700.000  | Gerhard Stauf | 1442    |
|      | - Theodor Fontane (1819–1898), Dichter und Schriftsteller                                            | 40   | 5. Februar 1969    | 4.000.000  | Gerhard Stauf | 1443    |
|      | Berühmte Persönlichkeiten (IV) - Ernst Barlach (1870–1938), Bildhauer, Grafiker, Dichter             | 5    | 20. Januar 1970    | 5.000.000  | Gerhard Stauf | 1534    |
|      | - Johannes Gutenberg (um 1397–1468), Erfinder des Buchdrucks                                         | 10   | 20. Januar 1970    | 12.000.000 | Gerhard Stauf | 1535    |
|      | - Kurt Tucholsky (1890–1935), Schriftsteller                                                         | 15   | 20. Januar 1970    | 4.000.000  | Gerhard Stauf | 1536    |
|      | - Ludwig van Beethoven (1770–1827), Komponist                                                        | 20   | 20. Januar 1970    | 12.000.000 | Gerhard Stauf | 1537    |
|      | - Friedrich Hölderlin (1770–1843), Dichter                                                           | 25   | 20. Januar 1970    | 1.700.000  | Gerhard Stauf | 1538    |
|      | - Georg Hegel (1770–1831), Philosoph                                                                 | 40   | 20. Januar 1970    | 4.000.000  | Gerhard Stauf | 1539    |
|      | Berühmte Persönlichkeiten (V) - Johannes Robert Becher (1891–1958), Schriftsteller und Dichter       | 5    | 23. Februar 1971   | 7.000.000  | Gerhard Stauf | 1644    |
|      | - Heinrich Mann (1871–1950), Schriftsteller                                                          | 10   | 23. Februar 1971   | 10.000.000 | Gerhard Stauf | 1645    |
|      | - John Heartfield (1891–1968), Grafiker und Bildpublizist                                            | 15   | 23. Februar 1971   | 5.000.000  | Gerhard Stauf | 1646    |
|      | - Willi Bredel (1901–1964), Schriftsteller                                                           | 20   | 23. Februar 1971   | 8.000.000  | Gerhard Stauf | 1647    |
|      | - Franz Mehring (1846–1919), Politiker und Schriftsteller                                            | 25   | 23. Februar 1971   | 1.800.000  | Gerhard Stauf | 1648    |
|      | - Johannes Kepler (1571–1630), Astronom und Naturwissenschaftler                                     | 50   | 23. Februar 1971   | 3.500.000  | Gerhard Stauf | 1649    |
|      | Berühmte Persönlichkeiten (VI) - Rudolf Virchow (1821–1902), Pathologe, Medizinhistoriker, Politiker | 40   | 13. Oktober 1971   | 5.500.000  | Gerhard Stauf | 1707    |
|      | Berühmte Persönlichkeiten (VII) - Johannes Tralow (1882–1968), Schriftsteller und Regisseur          | 10   | 25. Januar 1972    | 8.000.000  | Gerhard Stauf | 1731    |
|      | - Leonhard Frank (1882–1961), Schriftsteller                                                         | 20   | 25. Januar 1972    | 6.000.000  | Gerhard Stauf | 1732    |
|      | - Korla Awgust Kocor (1822–1904), Komponist                                                          | 25   | 25. Januar 1972    | 4.000.000  | Gerhard Stauf | 1733    |
|      | - Heinrich Schliemann (1822–1890), Kaufmann und Altertumsforscher                                    | 35   | 25. Januar 1972    | 5.000.000  | Gerhard Stauf | 1734    |
|      | - Friederike Caroline Neuber (1697–1760), Schauspielerin und Theaterleiterin                         | 50   | 25. Januar 1972    | 1.900.000  | Gerhard Stauf | 1735    |